# Mecynogea
Genre
Synonymes
- Hentzia McCook, 1894 nec Marx, 1883
- Allepeira Banks, 1932

Mecynogea est un genre d'araignées aranéomorphes de la famille des Araneidae.

## Distribution
Les espèces de ce genre se rencontrent en Amérique.

## Liste des espèces
Selon World Spider Catalog (version 19.0, 02/05/2018) :
- Mecynogea apatzingan Levi, 1997
- Mecynogea bigibba Simon, 1903
- Mecynogea buique Levi, 1997
- Mecynogea erythromela (Holmberg, 1876)
- Mecynogea infelix (Soares & Camargo, 1948)
- Mecynogea lemniscata (Walckenaer, 1841)
- Mecynogea martiana (Archer, 1958)
- Mecynogea ocosingo Levi, 1997
- Mecynogea sucre Levi, 1997

## Publication originale
- Simon, 1903 : Descriptions d'arachnides nouveaux. Annales de la Société entomologique de Belgique, vol. 47, p. 21-39 (texte intégral).